# Paraturbanella boadeni
Paraturbanella boadeni is een buikharige uit de familie Turbanellidae. Het dier komt uit het geslacht Paraturbanella. Paraturbanella boadeni werd in 1968 voor het eerst wetenschappelijk beschreven door Rao & Ganapati. 